# ميغيل بيانكوني
ميغيل بيانكوني (14 مايو 1992 في البرازيل – )؛ هو لاعب كرة قدم كان يلعب كمهاجم.

## وصلات خارجية
- ميغيل بيانكوني على موقع رابطة كرة القدم اليابانية للمحترفين (اليابانية)
- ميغيل بيانكوني على موقع دوري كوريا الجنوبية (الإنجليزية)
- ميغيل بيانكوني على موقع قاعدة بيانات كرة القدم.إي يو (الإنجليزية)
- ميغيل بيانكوني على موقع Soccerway.com (الإنجليزية)
- ميغيل بيانكوني على موقع عالم كرة القدم.نت (الإنجليزية)